# Миле (Високо)
44° 0′ 30.88″ N 18° 10′ 11.99″ E / 44.0085778° С; 18.1699972° И
Миле су археолошко мјесто код Високог. Према мишљењу неких историчара то је једно од столних, као и вјерских центара (мјесто одржавања станка Великог русага) средњовјековне Босне. Самим тим сматрају га и за крунидбено мјесто неколико босанских краљева, те касније гробно мјесто краља Твртка I и Стефана II Котроманић.

## Опис
Миле се налазе у непосредној близини Високог, у данашњем насељу Арнаутовићи на десној обали ријеке Босне код ушћа рјечице Горуше. Данас, то археолошко подручје је заштићени национални споменик државе Босне и Херцеговине. Иако су темељи цркве видно окренути у правцу запад-исток (као код православних цркава), ови историчари тврде да се ради о Католичкој црвки и о најјстаријем фрањевачком самостану које је подигао Стефан II Котроманић.
У документима се први пут помиње 1244. као име посједа босанског бискупа/епископа недалеко од цркве Светог Козме и Дамјана. Од некадашњег фрањевачког самостана и цркве Светог Николе, који се први пут директно помиње 1367. године, а који је постојао све до 1697. године када је током Великог турског рата (1683—1699) напуштен. Политичке неприлике везане за Велики турски рат присилиле су фрањевце да 1688. напусте самостан у Високом који су отишли у Градишку изузевши гвардијана који је остао ради чувања цркве и самостанске имовине. Фрањевци дефинитивно напуштају самостан 1697. гдоине. Том су се приликом у Славонију отишли и преостали височки католици, који се придружују Еугену Савојском приликом његовог повратка након војног похода на Сарајево. Самостан је тада срушен, и није више обнављан до доласка Аустроугарских власти, иако по неким изворима као што је исправа Крешевског кадије Дервиша неки од фрањеваца су остали у Високом све до 1737. године. Данас су сачувани само остаци темељних зидова (руине) које је први откопао Карл Пач око 1909—1910. године.
У црквишту под великим стећком, за који се вјерује да је гробно мјесто краља Твртка I, пронађени су остаци брокатне тканине са мотивима грба са штитом, велом, круном, кацигом и перјаницом. У два комадића тканине распознају се контуре штита са љиљанима. Цијели штит као и греда обрубљен је танком златном траком и снажно нагет удесно. На горњи десни угао штита постављена је висока кацига у облику звона. Са врха кациге готово до краја штита пада вео који се при крају и завршава у два оштра крака подсјећајући на рибље пераје. Круна је представљена златном траком (лентом) из које вири један читав љиљан на средини и двије половине са страна.
Гробница је смјештена у задњем дијелу руинираног црквеног кора. Надземни дио гробнице сачињавале су камене плоче црвенкасто-смеђе боје, са профилацијом и фигуралним украсима у плитком рељефу, као и један монолитни стећак-сљемењак са подножјем, аморфна, отуцана громада, која лежи уз сјеверни зид руиниране цркве. Закључак историчара је, да је фину обраду надгробних плоча над гробницом и оних који су уз њега покопани, као и стећака, израдио вјешт и школован клесар.
Стефан II Котроманић је умро 1353. године и његов гроб није могао бити археолошки провјерен. Мавро Орбин и многи фрањевачки љетописци наводе да је Стефан II Котроманић подигао цркву Светог Николе у Милама и да је према властитој жељи у њој покопан.

## Истраживања
Године 1967. Завичајни музеј у Високом је организовао мање сондажно ископавање на том локалитету, како би се утврдило стање и распростирање археолошких слојева. Том приликом пронађени су нетакнути средњовјековни гробови са стећцима, а од прилога уз скелете нађено је неколико новчића италијанске провинцијенције. Документација и покретни археолошки материјал из те кампање чува се у Завичајном музеју у Високом.
Између 1976. и 1977. године, под руководством Паве Анђелића извршено је систематско ревизионо ископавање. У цјелини је откопан западни зид руиниране цркве, а уз остале зидове је прокопан јарак, тако да је било могуће сагледати контуре грађевине. Документација и налази ове кампање налазе се такође у Завичајном музеју у Високом.

## Напомена
1. ↑  Име насељеног мјеста се изговара као Миле́. То је множина од ријечи „мила”, па локатив: гласи у Милама, не у Милету.